# Tatuí
Tatuí est une ville brésilienne de l'État de São Paulo. Sa population était estimée à 107 115 habitants en 2006. La municipalité s'étend sur 524 km2.

## Maires
| Période | Période | Identité | Étiquette | Qualité |
| ------- | ------- | -------- | --------- | ------- |
| 2009    | 2012    | Gonzaga  | PSDB      |         |